# Bataille de l'Artois (mai-juin 1915)
Pour les articles homonymes, voir Bataille de l'Artois.
Première Guerre mondiale
Batailles
Front d'Europe de l’Ouest
- Liège (8-1914)
- Namur (8-1914)
- Frontières (8-1914)
- Anvers (9-1914)
- Grande Retraite (9-1914)
- Marne (9-1914)
- Course à la mer (9-1914)
- Yser (10-1914)
- Messines (10-1914)
- Ypres (10-1914)
- Givenchy (12-1914)
- 1re Champagne (12-1914)
- Hartmannswillerkopf (1-1915)
- Neuve-Chapelle (3-1915)
- 2e Ypres (4-1915)
- Colline 60 (4-1915)
- Artois (5-1915)
- Festubert (5-1915)
- Quennevières (6-1915)
- Linge (7-1915)
- 2e Artois (9-1915)
- 2e Champagne (9-1915)
- Loos (9-1915)
- Verdun (2-1916)
- Redoute Hohenzollern (3-1916)
- Hulluch (4-1916)
- 1re Somme (7-1916)
- Fromelles (7-1916)
- Arras (4-1917)
- Vimy (4-1917)
- Chemin des Dames (4-1917)
- 3e Champagne (4-1917)
- 2e Messines (6-1917)
- Passchendaele (7-1917)
- Cote 70 (8-1917)
- 2e Verdun (8-1917)
- Malmaison (10-1917)
- Cambrai (11-1917)
- Bombardements de Paris (1-1918)
- Offensive du Printemps (3-1918)
- Lys (4-1918)
- Aisne (5-1918)
- Bois Belleau (6-1918)
- 2e Marne (7-1918)
- 4e Champagne (7-1918)
- Château-Thierry (7-1918)
- Le Hamel (7-1918)
- Amiens (8-1918)
- Cent-Jours (8-1918)
- 2e Somme (9-1918)
- Bataille de la ligne Hindenburg
- Meuse-Argonne (10-1918)
- Cambrai (10-1918)

Front italien
Front d'Europe de l’Est
Front des Balkans
Front du Moyen-Orient
Front africain
Bataille de l'Atlantique
La bataille de l'Artois (appelée aussi première bataille d'Artois ou seconde bataille de l'Artois, en allemand Lorettoschlacht) est une bataille qui se déroule sur le front Ouest pendant la Première Guerre mondiale, du 9 mai au 25 juin 1915. Elle a lieu au même moment que la deuxième bataille d'Ypres. Bien que les troupes françaises, sous les ordres du général d'Urbal remportent plusieurs succès, l'issue de la bataille reste indécise. En soutien, les Britanniques déclenchent deux attaques, Aubers et Festubert. C'est la dernière offensive du printemps 1915, suivie par une interruption des combats jusqu'en septembre 1915. À cette date débutent la seconde bataille de Champagne et la troisième bataille de l'Artois.

## Forces en présence

### France
- 33e corps
  - 70e division d'infanterie, 77e division d'Infanterie, division marocaine
- 21e corps
  - 13e division d'infanterie, 43e division d'infanterie
- 20e corps
  - 11e division d'infanterie, 39e division d'infanterie, 153e division d'infanterie
- 17e corps
  - 33e division d'infanterie, 34e division d'infanterie
- 12e corps
  - 24e division d'infanterie
- 10e corps
  - 19e division d'infanterie, 20e division d'infanterie
- 9e corps
  - 17e division d'infanterie, 18e division d'infanterie
- 58e division d'infanterie
- 53e division d'infanterie
- 5e division d'infanterie

Artillerie
- 6e6, 8e, 12e, 20e R.A. (780 pièces d'artillerie légère, 213 d'artillerie lourde et plusieurs escadrilles aériennes).

Zouaves

### Royaume-Uni de Grande-Bretagne et d'Irlande
- 1re armée (Haig)
  - 1er corps (Gough) : 1st Division (en), 47th (2nd London) Division (en)
  - 4e corps (Rawlinson) : 7th Division, 8th Division
  - Indian Corps (en) (Willcocks (en)) : 3rd (Lahore) Division (en), 7th (Meerut) Division (en)

### Empire allemand
- VIe armée
  - 16 divisions

## Déroulement

### 9 mai 1915
- Le 33e corps, commandé par le général Pétain, s'empare de la Targette, de la moitié de Neuville, de l'est de Carency et s'engage sur les hauteurs de Vimy.
  - Sous les ordres du lieutenant-colonel Cot, le Régiment de marche de la Légion étrangère s'élance à l'assaut des Ouvrages Blancs, enfonçant, d'un seul bond, toutes les organisations ennemies, enlevant la crête de Vimy, poussant jusqu'à Carency et Souchez[2].
  - Sous les ordres du lieutenant-colonel Demetz, les tirailleurs du 7e RMT, avec le 2e régiment de marche du 1er étranger, s'emparent de la cote 140[3]. »
- Bataille d'Aubers
  - Attaque anglaise au nord-ouest de La Bassée, en liaison avec le 9e Corps.

### 12 mai
- Prise de Carency

### 15 mai
- Prise de Neuville-Saint-Vaast par le 20e corps.
- Bataille de Festubert

### 22 mai
- Prise du plateau de Notre-Dame-de-Lorette par le 21e corps (158e RI).

### 29 mai
- Prise d'Ablain-Saint-Nazaire

### 30 mai
- Prise de la sucrerie de Souchez par le 33e corps.
- Attaque du Labyrinthe entre Neuville et Écurie

### du 7 au13 juin
- Bataille d'Hébuterne

### 16 juin
- Les tirailleurs du 4e RMT enlèvent près du Cabaret Rouge quatre lignes de tranchées[4].
- Sous les ordres du lieutenant-colonel Modelon, les zouaves du 8e RMZ se lancent à l'attaque de la crête de Vimy et de la butte de Souain[5].

### 17 juin
- Prise du Labyrinthe par la 53e division (205e R.I.).

### 25 juin
- Arrêt des opérations par le général d'Urbal, commandant de la 10e armée.

## Décoration
- ARTOIS 1915 est inscrit sur le drapeau des régiments cités lors de cette bataille.

## Divers
- Le vainqueur du Tour de France 1909 François Faber est mort durant cette bataille, le 9 mai 1915.

### Sources et bibliographie
- (fr) Service historique de l'armée de terre, Inventaire sommaire des archives de la Guerre 1914-1918, Troyes, Imprimerie « la Renaissance », 1969, 691 p., (BNF 35127448).
- Victor Giraud, Histoire de la Grande Guerre, Paris, Librairie Hachette, 1920, 777 p.